# Wahlkreis Cagliari (Camera dei deputati)
Der Wahlkreis Cagliari ist seit 2017 ein Wahlkreis (italienisch collegio elettorale) für die Wahl der Abgeordnetenkammer.

## Von 2017 bis 2020

### Wahlkreisgebiet
Der Wahlkreis umfasste 8 Gemeinden:
- 6 Gemeinden der Metropolitanstadt Cagliari (Cagliari, Maracalagonis, Monserrato, Quartu Sant’Elena, Quartucciu und Sinnai);
- 2 Gemeinden der Provinz Sud Sardegna (Burcei und Villasimius).

### Wahlergebnisse

#### Parlamentswahl 2018
| Kandidaten               | Kandidaten         | Stimmen | %    | Listen                   | Stimmen | %    |
| ------------------------ | ------------------ | ------- | ---- | ------------------------ | ------- | ---- |
|                          | Andrea Muragewählt | 60.442  | 38,4 | Movimento 5 Stelle       | 60.442  | 38,4 |
|                          | Ugo Cappellacci    | 51.318  | 32,6 | Forza Italia             | 24.098  | 15,3 |
| Lega per Salvini Premier | Ugo Cappellacci    | 51.318  | 32,6 | 17.740                   | 11,3    |      |
| Fratelli d’Italia        | Ugo Cappellacci    | 51.318  | 32,6 | 7.189                    | 4,6     |      |
| Noi con l’Italia – UDC   | Ugo Cappellacci    | 51.318  | 32,6 | 2.291                    | 1,5     |      |
|                          | Luciano Uras       | 30.482  | 19,4 | Partito Democratico      | 23.220  | 14,8 |
| +Europa                  | Luciano Uras       | 30.482  | 19,4 | 5.203                    | 3,3     |      |
| Italia Europa Insieme    | Luciano Uras       | 30.482  | 19,4 | 1.343                    | 0,9     |      |
| Civica Popolare          | Luciano Uras       | 30.482  | 19,4 | 716                      | 0,5     |      |
|                          | Roberto Mirasola   | 5.909   | 3,8  | Liberi e Uguali          | 5.909   | 3,8  |
|                          | Valentina Sanna    | 2.926   | 1,9  | Autodeterminatzione      | 2.926   | 1,9  |
|                          | Matteo Contu       | 1.852   | 1,2  | Potere al Popolo!        | 1.852   | 1,2  |
|                          | Edoardo Lecis      | 1.664   | 1,1  | CasaPound Italia         | 1.664   | 1,1  |
|                          | Alberto Agus       | 1.564   | 1,0  | Il Popolo della Famiglia | 1.564   | 1,0  |
|                          | Carola Troga       | 802     | 0,5  | Partito Comunista        | 802     | 0,5  |
|                          | Paola Farigu       | 334     | 0,2  | Partito Valore Umano     | 334     | 0,2  |
| Gesamt                   | Gesamt             | 157.293 | 100  |                          | 157.293 | 100  |
|                          |                    |         |      |                          |         |      |
| Ungültige Stimmen        | Ungültige Stimmen  | 4.068   | 2,5  |                          |         |      |
| Wähler                   | Wähler             | 161.361 | 67,2 |                          |         |      |
| Wahlberechtigte          | Wahlberechtigte    | 240.137 |      |                          |         |      |
|                          |                    |         |      |                          |         |      |
| Quelle: Innenministerium |                    |         |      |                          |         |      |

#### Nachwahl 2019
| Kandidaten                                      | Kandidaten            | Parteien                                 | Stimmen | %    |
| ----------------------------------------------- | --------------------- | ---------------------------------------- | ------- | ---- |
|                                                 | Andrea Frailisgewählt | Progressisti di Sardegna (PD – Sonstige) | 15.581  | 40,5 |
|                                                 | Luca Caschili         | Movimento 5 Stelle                       | 11.139  | 28,9 |
|                                                 | Daniela Noli          | Lega – Forza Italia – Fratelli d’Italia  | 10.707  | 27,8 |
|                                                 | Enrico Balletto       | CasaPound Italia                         | 1.083   | 2,8  |
| Gesamt                                          | Gesamt                | Gesamt                                   | 38.510  | 100  |
|                                                 |                       |                                          |         |      |
| Ungültige Stimmen                               | Ungültige Stimmen     | Ungültige Stimmen                        | 591     | 1,5  |
| Wähler                                          | Wähler                | Wähler                                   | 39.101  | 15,5 |
| Wahlberechtigte                                 | Wahlberechtigte       | Wahlberechtigte                          | 251.649 |      |
|                                                 |                       |                                          |         |      |
| Quellen: Innenministerium – Camera dei deputati |                       |                                          |         |      |

## Seit 2020

### Wahlkreisgebiet
| Wahlkreise – Camera dei deputati – Autonome Region Sardinien | Wahlkreise – Camera dei deputati – Autonome Region Sardinien | Wahlkreise – Camera dei deputati – Autonome Region Sardinien |
| Provinz                                                      | Provinz                                                      | Gemeinden nach Provinzen ⮞ Wahlkreis                         |
| ------------------------------------------------------------ | ------------------------------------------------------------ | ------------------------------------------------------------ |
|                                                              | Metropolitanstadt Cagliari (17 Gemeinden)                    | alle ⮞ Wahlkreis Cagliari                                    |
|                                                              | Provinz Nuoro (74 Gemeinden)                                 | alle ⮞ Wahlkreis Nuoro                                       |
|                                                              | Provinz Oristano (87 Gemeinden)                              | alle ⮞ Wahlkreis Nuoro                                       |
|                                                              | Provinz Sassari (92 Gemeinden)                               | alle ⮞ Wahlkreis Sassari                                     |
|                                                              | Provinz Sud Sardegna (107 Gemeinden)                         | alle ⮞ Wahlkreis Carbonia                                    |

Der Wahlkreis umfasst alle 17 Gemeinden der Metropolitanstadt Cagliari.

### Wahlergebnisse

#### Parlamentswahl 2022
| Kandidaten                          | Kandidaten             | Stimmen | %    | Listen                                                  | Stimmen | %    |
| ----------------------------------- | ---------------------- | ------- | ---- | ------------------------------------------------------- | ------- | ---- |
|                                     | Ugo Cappellaccigewählt | 74.248  | 38,1 | Fratelli d’Italia                                       | 45.722  | 23,5 |
| Forza Italia                        | Ugo Cappellaccigewählt | 74.248  | 38,1 | 13.642                                                  | 7,0     |      |
| Lega per Salvini Premier            | Ugo Cappellaccigewählt | 74.248  | 38,1 | 10.269                                                  | 5,3     |      |
| Noi Moderati                        | Ugo Cappellaccigewählt | 74.248  | 38,1 | 4.615                                                   | 2,4     |      |
|                                     | Andrea Frailis         | 55.623  | 28,6 | Partito Democratico – Italia Democratica e Progressista | 33.312  | 17,1 |
| Alleanza Verdi e Sinistra           | Andrea Frailis         | 55.623  | 28,6 | 15.400                                                  | 7,9     |      |
| +Europa                             | Andrea Frailis         | 55.623  | 28,6 | 5.118                                                   | 2,6     |      |
| Impegno Civico – Centro Democratico | Andrea Frailis         | 55.623  | 28,6 | 1.793                                                   | 0,9     |      |
|                                     | Mauro Congia           | 41.457  | 21,3 | Movimento 5 Stelle                                      | 41.457  | 21,3 |
|                                     | Francesco Stara        | 10.359  | 5,3  | Azione – Italia Viva                                    | 10.359  | 5,3  |
|                                     | Roberta Moro           | 5.218   | 2,7  | Italexit per l’Italia                                   | 5.218   | 2,7  |
|                                     | Nicola Sanna           | 3.316   | 1,7  | Italia Sovrana e Popolare                               | 3.316   | 1,7  |
|                                     | Claudia Ortu           | 3.182   | 1,6  | Unione Popolare                                         | 3.182   | 1,6  |
|                                     | Mario Aresu            | 1.405   | 0,7  | Vita                                                    | 1.405   | 0,7  |
| Gesamt                              | Gesamt                 | 194.808 | 100  |                                                         | 194.808 | 100  |
|                                     |                        |         |      |                                                         |         |      |
| Ungültige Stimmen                   | Ungültige Stimmen      | 5.922   | 3,0  |                                                         |         |      |
| Wähler                              | Wähler                 | 200.730 | 56,5 |                                                         |         |      |
| Wahlberechtigte                     | Wahlberechtigte        | 355.459 |      |                                                         |         |      |
|                                     |                        |         |      |                                                         |         |      |
| Quelle: Innenministerium            |                        |         |      |                                                         |         |      |